# 鉛筆補助軸

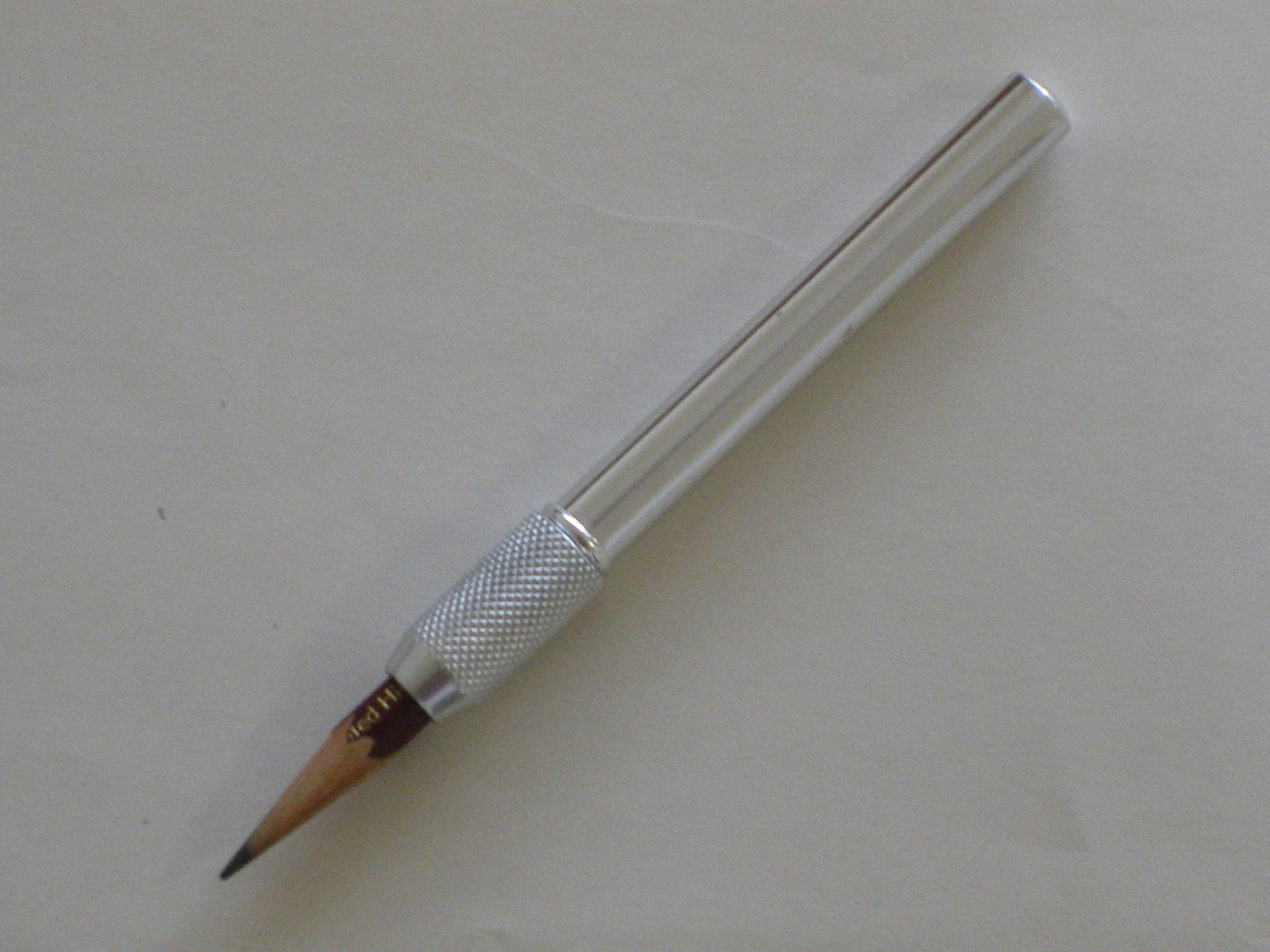
鉛筆補助軸

鉛筆補助軸（えんぴつほじょじく）は、短くなった鉛筆の長さを補助する器具である。単に補助軸やペンシルエクステンダー（英: Pencil extender）、鉛筆ホルダー（えんぴつほるだー）、ペンシルホルダー（英: Pencil holder）と呼ばれることもある。鉛筆を入れる反対側に消しゴムが付いている物や両方から鉛筆を入れることができる物もある。

## 概要
主な役割としては、鉛筆の使える期間を長くする、短い鉛筆を持ちやすくする、鉛筆の長さを長くする、鉛筆を最後まで使うなどがある。
普及している物の多くは円柱であり、その場合机の上で転がりやすくなるなどの問題もある。
材質は、木、アルミニウム、鉄、真鍮、樹脂、やそれらを複合した物などがある。万年筆の工房が製造した高級品も存在する。
鉛筆を、ホルダーに差して固定すれば使うことができる。ただし、六角形や円、三角形など、鉛筆の形に合わせて選ぶ必要がある。

## 画像

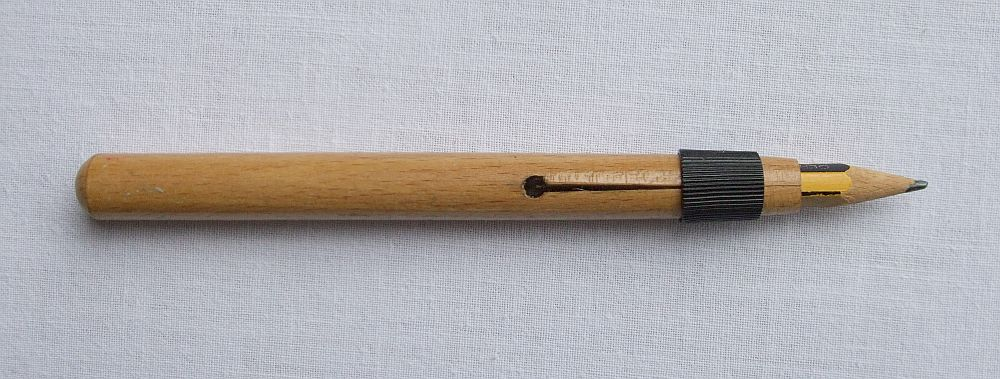
木製の鉛筆補助軸
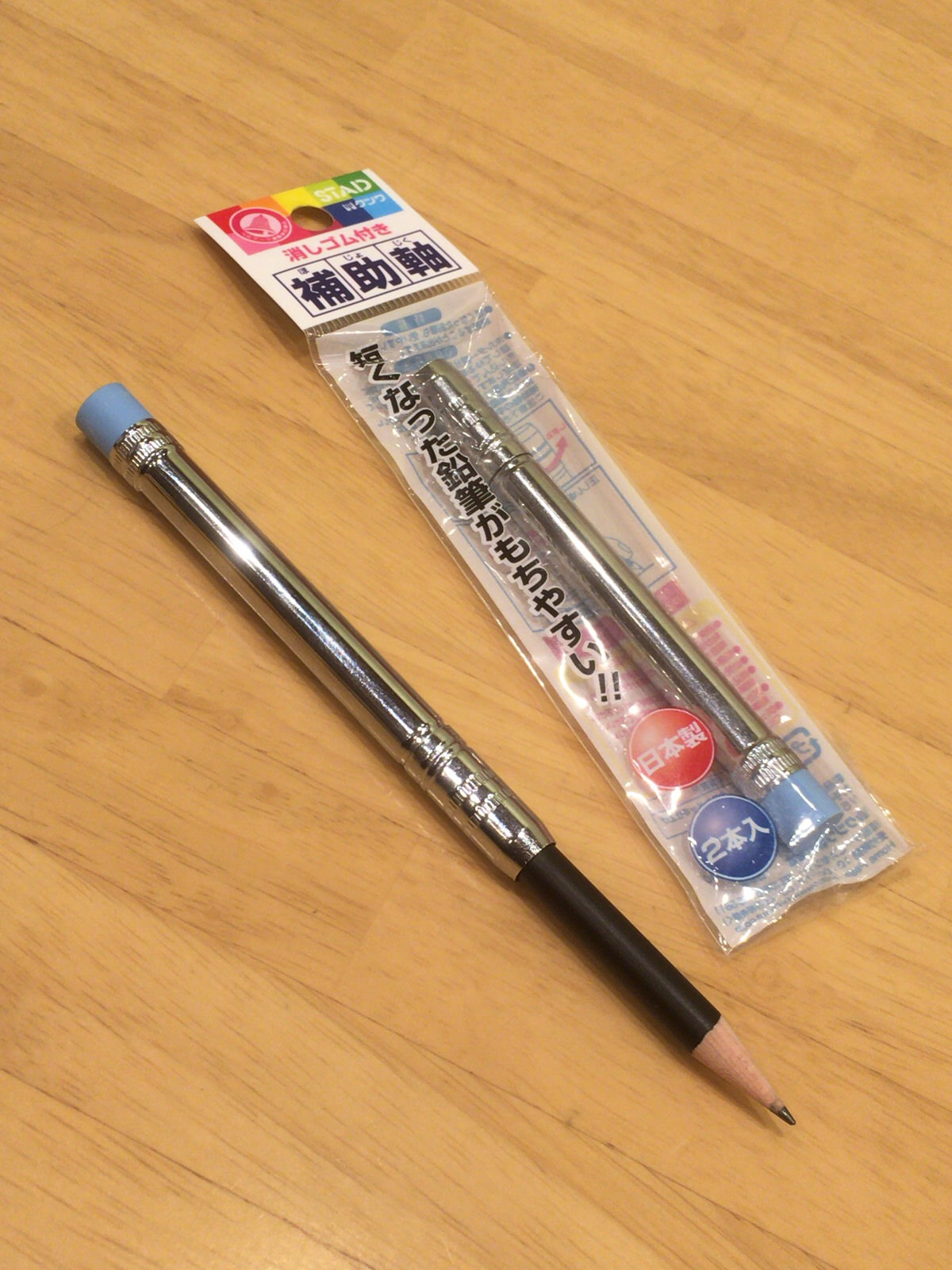
クツワの補助軸